# Гарелін Яків Петрович
Яків Петрович Гарелін (рос. Яков Петрович Гарелин; нар. 16 жовтня 1820  — пом. 31 жовтня 1890) — російський підприємець і меценат, засновник мануфактурної справи та почесний громадянин Іваново. Дійсний член Імператорського російського географічного товариства та Володимирського губернського статистичного комітету.

## Біографія
Народився 16 жовтня 1820 року в селі Іваново Шуйського повіту в родині фабрикантів Гареліних.
У 1844 році одержав у спадок ситцеву мануфактуру, з чого і розпочав свою фабричну діяльність.
У 1878 році припинив займатись фабричними справами і здав фабрику в оренду.
З 1877 по 1886 роки був міським головою Іваново-Вознесенська.
За часів його правління розпочалось широкомасштабне озеленення вулиць та загальне облаштування міста. Зокрема, в центрі міста з'явились ліхтарі, було закладено парк, що раніше носив ім'я Гареліна, а нині зветься Парком Степанова; також було закладено громадський сад вздовж берегів струмка Кокуй (сьогодні — бульвар Кокуй) та збудовано водопровід. Також були відкриті: публічна бібліотека (сьогодні — Іванівська центральна міська бібліотека імені Якова Гареліна), реальне училище (у наш час в ньому розташований художній музей) і жіноче училище. Також Гарелін активно сприяв будівництву залізничного сполучення в регіоні.
Гарелін написав ряд краєзнавчих статей з історії Іваново-Вознесенська, а також книгу «Місто Іваново-Вознесенськ або колишнє село Іваново і Вознесенський посад», видану в 1885 році.
Помер Яків Гарелін 31 жовтня 1890 року. Майже всі свої статки він заповів на благодійність.

## Благодійність
У 1861 році Гарелін виділив 8 тисяч рублів на відкриття лікарні для майстрів та робітників у Вознесенському посаді. У 1865 році в своєму домі організував публічну бібліотеку, в яку передав всі свої книжки — 1500 томів, котрі в подальшому разом з будинком були передані місту.
У 1886 році пожертвував у знаменитий московський Румянцівський музей зібрання історико-юридичних актів, переважно XVII століття, котрі стосувались Суздальщини (близько трьох тисяч екземплярів).
Пожертвував географічному товариству етнографічний альбом, за що був удостоєний срібної медалі.
У своєму заповіті залишив місту частину капіталу на суму 3 тисячі рублів, щоб на проценти з нього двічі на рік найбіднішим жителям Іваново-Вознесенська роздавали м'ясо. Також виділив чотири тисячі рублів на утримання нічліжки. У власність міста переходили колишні угіддя в межах Іваново-Вознесенська та в сільській місцевості. Згідно із заповітом, в місті повинно було відкритись училище з викладанням курсу садівництва, технічного малювання та городництва. На облаштування і утримання училища було виділено 40 тисяч рублів.

## Пам'ять
В листопаді 2000 року центральна бібліотека міста Іваново одержала ім'я Якова Гареліна, книжкова колекція котрого лягла в основу бібліотеки.
10 січня 2011 року одну з вулиць міста Іваново було перейменовано на вулицю Якова Гареліна.
30 травня 2011 року на площі Революції міста Іваново було відкрито пам'ятник Якову Гареліну.

## Зовнішні посилання
- Гарелін на dic.academic.ru [Архівовано 21 жовтня 2021 у Wayback Machine.] (рос.)
- Рід Гареліних на wiki.ivanovoweb.ru[недоступне посилання з липня 2019] (рос.)